# خافيير فالديز كارديناس
خافيير فالديز كارديناس (بالإسبانية: Javier Valdez Cárdenas)‏ هو صحفي وكاتب مكسيكي، ولد في 14 أبريل 1967 في كولياكان في المكسيك، وتوفي بنفس المكان في 15 مايو 2017 بسبب إصابة بعيار ناري.